# 문화로 (부산)
문화로(文化路)는 부산광역시 동래구 명륜동에 있는 도로로, 명륜아이파크 1단지 아파트에서 동래문화회관까지 이어주며, 총 연장은 926m이고, 왕복 4~5차선으로 이룬다.

## 유래
이 도로가 "동래문화회관"을 지나고 있는 것에서 유래하였다.

## 지리
- 통과하는 지자체 : 부산광역시 동래구 명륜동
- 총 연장 : 0.926 km
- 접촉하는 도로 : 명륜로, 시실로

## 주변에 있는 시설
- 미드미도깨비장터
- 파리바게트 부산명륜점
- 진주떡방앗간
- 휴마트
- 씨트론과자점
- 명륜아이파크 1단지 아파트
- 크린토피아 부산동래명륜아이파크점
- 동래센트럴파크 하이츠아파트 (1, 2차)
- 동래구인공암벽장
- 동래문화회관